# Baldomer Zapater
Baldomer Zapater (Caudiel, Alt Palància, 11 de març de 1883 - Colònia, 18 d'octubre de 1961) va ser un guitarrista i esperantista valencià.
Baldomer Zapater va començar a perdre la vista quan tenia cinc anys. Per aquest motiu els seus pares es van traslladar a Barcelona, on hi havia eminents oculistes, així com l'Institut Reial per Cecs. Allà va estudiar música i guitarra des dels 13 als 24 anys, entre d'altres amb el professor Joan Nogué. Poc després començaria a donar classes de guitarra, teoria musical i literatura en aquesta institució. L'any 1907 va aprendre la llengua auxiliar internacional esperanto, gràcies a Alfons Sabadell. El 1909, en ocasió del cinquè congrés internacional d'esperanto celebrat a Barcelona, va conèixer la baronesa holandesa Henriette de Chalmot (1867-1928), amb qui es casaria poc després. En aquells moments, ella ja era parcialment cega i acabaria perdent tota la seva capacitat visual. Van anar a viure a Colònia i l'esperanto va ser sempre la llengua familiar. Allà Zapater es va convertir en un dels professors de guitarra més importants d'Alemanya, ensenyant a guitarristes prestigiosos com Heinrich Schneider, Fritz Wiedemann o Ida Gille. Com a concertista, va actuar a les principals ciutats de país, així com a les grans ràdios europees.
Com a esperantista, ja abans i durant els anys de la Primera Guerra Mundial Zapater va publicar diversos articles en dos diaris en braille alemanys sobre la utilitat de l'esperanto per als cecs. També va ser un dels fundadors de l'Associació Alemanya d'Esperantistes Cecs (Eblogo), essent també el responsable del nom d'aquesta organització. Va traduir moltes cançons i contes espanyols i alemanys a l'esperanto.
Zapater es va casar en segones núpcies amb Constanze Saxer (1890-1973), una antiga alumna. Junts van fer gires per diversos països europeus on de vegades Constanze actuava com a cantant. A la mort de Baldomer, Constanze va finançar la publicació del primer volum de la història del moviment esperantista entre les persones cegues. Al pròleg d'aquesta obra, Joseph Kreitz explica que la primera persona amb qui va parlar en la llengua internacional va ser precisament amb Baldomer Zapater. A més de Kreitz, Zapater va ser amic de José Ezquerra i de Teo Jung.
Baldomer Zapater està enterrat al cementiri del bosc de Rodenkirchen, a Colònia. A la seva tomba hi ha tallada una creu amb una guitarra espanyola.